# Scratch Acid
Scratch Acid — американская нойз-рок-группа, родом из Остина, сформировавшаяся в 1982 году. В начале их музыкальной карьеры на вокале был Стив Андерсон (Steve Anderson), Дэвид Симс (David Wm. Sims) и Бретт Брэдфорд (Brett Bradford) — на гитаре, Дэвид Йоу на басу и Рэй Уошэм — на барабанах. Андерсон ушёл из группы до того, как она записала первый альбом, вследствие чего Дэвид Йоу перешёл на вокал, а Дэвид Симс — на бас-гитару.
Первые два альбома группы вышли на инди-лейбле Техаса Rabid Cat, последний мини-альбом Berserker и сборник The Greatest Gift — на Touch and Go Records.

## Дискография
- Scratch Acid (1984, Rabid Cat)
- Just Keep Eating (1986, Rabid Cat)
- Berserker (1987, Touch and Go Records)
- The Greatest Gift (1991, Touch and Go Records)

## Участники группы
- Стив Андерсон (Steve Anderson)
- Дэвид Симс (David Wm. Sims)
- Бретт Брэдфорд (Brett Bradford)
- Дэвид Йоу[англ.]
- Рэй Уошэм[англ.]